# مهرجان صيف عمان
مهرجان صيف عمّان  حدث موسمي سنوي وفعالية تشمل مدينة عمان بأكملها، حيث تنظمه أمانة عمان الكبرى برعاية تجارية من القطاع الخاص. وإلى جانب التخفيضات التي تقدمها المحال التجارية تنظم عدة فعاليات موسيقية تقدمها فرق شعبية وفنية من الأردن، والدول العربية والعالم، بهدف جذب الأردنيين والزوار العرب والأجانب إلى العاصمة الأردنية عمّان، ويشمل المهرجان جانبا ثقافيا كمعارض الفنون التشكيلية والمسرح وإقامة أسواق موسمية كسوق جارا.